# Harry Babbitt
Harry Babbitt (San Luis, 2 de noviembre de 1913-Aliso Viejo, 9 de abril de 2004) fue un cantante estadounidense, estrella de la época de las Big Band.

## Biografía
Nacido en  San Luis (Misuri), se unió a la orquesta de Kay Kyser en 1938. Con Kyser grabó varios éxitos con su rica voz de barítono, y en algunas melodías cómicas sin sentido (novelty) usó el falsete.
Cantó temas famosos como "Three Little Fishies," "(I'd Like to Get You on a) Slow Boat to China" y "Jingle, Jangle, Jingle," pero el mayor éxito de todos fue la versión del tema de Vera Lynn "White Cliffs of Dover." También cantó la pieza navideña de Spike Jones "All I Want for Christmas Is My Two Front Teeth" y fue el intérprete de la risa que se escucha en el tema musical de la serie animada del "Pájaro Loco", compuesta por Kay Kyser y cantada por Gloria Wood. Actuó con regularidad en el programa radiofónico de Kyser, Kay Kyser's Kollege of Musical Knowledge, así como en siete títulos cinematográficos, también junto a Kyser. Entre ellos se incluían That's Right - You're Wrong (1939), Thousands Cheer (1943) y Carolina Blues (1944).
Entre 1944 y 1946 Babbitt sirvió en la Armada de los Estados Unidos. Tras este período volvió a trabajar en la orquesta de Kyser, dejándola definitivamente en 1949.
Babbitt se retiró del mundo del espectáculo en 1964, y se dedicó al negocio inmobiliario en el Condado de Orange (California). Falleció en 2004, a los 90 años de edad, en Newport Beach, California, por causas naturales.

## Audio
- NPR: "Woody Woodpecker's Laugh: Remembering Harry Babbitt"